# Сан-Феличе-дель-Молизе
Сан-Феличе-дель-Молизе (итал. San Felice del Molise) —  коммуна в Италии, располагается в регионе Молизе, в провинции Кампобассо.
Население составляет 741 человек (2008 г.), плотность населения составляет 34 чел./км². Занимает площадь 24 км². Почтовый индекс — 86030. Телефонный код — 0874.
Покровителем коммуны почитается святой Феликс, папа Римский, празднование 30 августа.

## Демография
Динамика населения:

## Администрация коммуны
- Официальный сайт: https://web.archive.org/web/20100329012337/http://www.comunesanfelice.it/